# Jocs Panafricans
Els Jocs Panafricans, també anomenats Jocs Africans, són una competició multi-esportiva disputada cada quatre anys i organitzada per l'Association of National Olympic Committees of Africa (ANOCA). Les nacions que hi poden competir han de ser del continent africà.
La primera edició dels jocs es disputà el 1965 a Brazzaville, Congo. El Comitè Olímpic Internacional dona reconeixement oficial com a competició multi-esportiva continental a aquests jocs, juntament amb els Jocs Panamericans i els Jocs Asiàtics.
El Consell Suprem de l'Esport a Àfrica (SCSA) va ser l'òrgan organitzador del joc. El 26 de juliol de 2013, l'Assemblea Extraordinària del Consell Suprem d'Esports celebrada a Abidjan, Costa d'Ivori, que es va celebrar al marge de la 5a Sessió de la Conferència de Ministres d'Esports de la Unió Africana que va començar el 22 de juliol, va recomanar la dissolució del Consell Suprem de l'Esport a Àfrica i també transferir totes les funcions, actius i passius de l'SCSA a la Comissió de la Unió Africana. L'organització dels Jocs Africans està ara gestionada per tres parts, la UA (els propietaris del joc), l'ANOCA (ocupant els aspectes tècnics) i l'AASC (desenvolupament de la política de màrqueting, el patrocini i els recursos de recerca).
Després de disputar les 11 edicions anteriors com a Jocs Panafricans, els jocs han estat rebatejats com a Jocs Africans. La decisió del canvi de nom es va prendre durant la reunió del Consell Executiu de la Unió Africana celebrada a Addis Abeba, Etiòpia el gener de 2012.

## Edicions
| Edició | Any  | Seu          | Dates                           | Nacions                         | Esportistes                     | Esports                         | Líder medaller                  |
| ------ | ---- | ------------ | ------------------------------- | ------------------------------- | ------------------------------- | ------------------------------- | ------------------------------- |
| I      | 1965 | Brazzaville  | 18 – 25 juliol                  | 30                              | 2.500                           | 10                              | RAU                             |
| -      | 1969 | Bamako       | Cancel·lats per un cop militar. | Cancel·lats per un cop militar. | Cancel·lats per un cop militar. | Cancel·lats per un cop militar. | Cancel·lats per un cop militar. |
| II     | 1973 | Lagos        | 7 – 18 gener                    | 36                              |                                 | 12                              | Egipte                          |
| III    | 1978 | Alger        | 13 – 28 juliol                  | 38                              | 3.000                           | 12                              | Tunísia                         |
| IV     | 1987 | Nairobi      | 1 – 12 agost                    | 41                              |                                 | 14                              | Egipte                          |
| V      | 1991 | El Caire     | 20 set. – 1 octubre             | 43                              |                                 | 18                              | Egipte                          |
| VI     | 1995 | Harare       | 13 – 23 setembre                | 46                              | 6.000                           | 19                              | Sud-àfrica                      |
| VII    | 1999 | Johannesburg | 10 – 19 setembre                | 51                              | 6.000                           | 20                              | Sud-àfrica                      |
| VIII   | 2003 | Abuja        | 5 – 17 octubre                  | 50                              | 6.000                           | 22                              | Nigèria                         |
| IX     | 2007 | Alger        | 11 – 23 juliol                  | 52                              | 4.793                           | 27                              | Egipte                          |
| X      | 2011 | Maputo       | 15 – 27 juliol                  | 53                              | 5.000                           | 20                              | Sud-àfrica                      |
| XI     | 2015 | Brazzaville  | 4 – 19 setembre                 | 54                              | 15.000                          | 22                              | Egipte                          |
| XII    | 2019 | Rabat        | 19 – 31 agost                   | 54                              | 4.386                           | 26                              | Egipte                          |
| XIII   | 2023 | Accra        | 8 – 23 març 2024                |                                 |                                 |                                 |                                 |
| XIV    | 2027 | El Caire     |                                 |                                 |                                 |                                 |                                 |
| XV     | 2031 | Kinshasa     |                                 |                                 |                                 |                                 |                                 |
| XVI    | 2035 | Windhoek     |                                 |                                 |                                 |                                 |                                 |